# Сваммердам, Ян
Ян Сваммердам (нидерл. Jan Swammerdam; 12 февраля 1637[…], Амстердам, Республика Соединённых провинций — 17 февраля 1680[…], Амстердам, Республика Соединённых провинций) — голландский натуралист, знаменитый микроскопист и анатом, энтомолог и биолог, апиолог.
По некоторым оценкам, его называют от «основатель подлинной науки о насекомых», до «основоположник анатомии насекомых». Его высоко ставил Р. А. Реомюр.

## Биография
Родился в семье аптекаря и коллекционера насекомых. Отец его жил в Сваммердаме около Амстердама, от которого и получил своё имя. От отца к коллекционированию насекомых пристрастился ещё в детстве и Ян, сохранив этот интерес и впоследствии:381.
Окончил медицинский факультет Лейденского университета (кандидат, 1663). Затем учился медицине в Париже. В 1667 г. в Альма-матер на степень доктора медицины защитил работу по дыханию животных: «Disputatio medica inauguralis, continens selectas de respiratione positiones». (перевод с лат. «Вступительный медицинский дискурс, содержащий избранные позиции по вопросам дыхания»)

## Научная деятельность
Основные труды посвящены анатомии человека и животных, особенно насекомых, а также моллюсков, земноводных и др. Предложил классификацию насекомых (подразделив их на 4 группы), основанную на особенностях их метаморфоза. Был сторонником преформации. Отвергал возможность самопроизвольного зарождения.
Разработал новую методику препарирования, предложил ряд препаровочных инструментов, впервые стал применять метод инъецирования в сосуды. Сконструировал приборы для регистрации работы сердца, дыхательных движений, мышечных сокращений при раздражении нерва и др.
Также занимался практическим пчеловодством.
Находился под влиянием А. Буриньон.
Герой сказки Гофмана «Повелитель блох».
Ян Сваммердам является первым, документально подтверждённым исследователем, который провёл «биоэлектрические опыты Гальвани» в 1964 году (опубликованы в 1738 (см. ниже), на 53 года раньше публикации Гальвани).
Автор трудов
- «Historia Insectorum Generis» («Всеобщая история насекомых») (1669)
- «Biblia naturæ» («Библия природы») (1737—1738, посмертно издана на латинском и голландском языках, — написана была на последнем), переведена на немецкий (1752), английский и французский языки